# Rio Negro (Esmolândia)
Rio Negro (em sueco: Svartån) é um rio do norte da Esmolândia e oeste da Gotalândia Oriental, na Suécia. Nasce a 10 quilômetros da cidade de Nässjö na Esmolândia, passa pelos lagos Sommen e Roxen e vai desaguar no Motala, na Gotalândia Oriental. Suas numerosas quedas de água e rápidos são muito conhecidos.